# Wedge Tomb von Ballinphunta

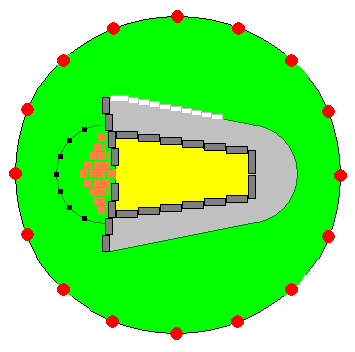
Prinzipskizze Wedge tomb am Beispiel von Island

Das Wedge Tomb von Ballinphunta liegt im Townland Ballinphunta (irisch Baile an Mhóta) auf dem Friedhof von Craughaun in Cratloe, östlich des Owenagarny River einige Kilometer nordwestlich vom Stadtzentrum von Limerick, im County Clare, in Irland. Wedge Tombs (deutsch „Keilgräber“), früher auch „wedge-shaped gallery grave“ genannt, sind doppelwandige, ganglose, mehrheitlich ungegliederte Megalithbauten der späten Jungsteinzeit und der frühen Bronzezeit.
Das Wedge Tomb liegt in einer runden, leicht erhöhten Einfassung aus Trockenmauerwerk und ist der Wiederaufbau einer für die Gattung typischen Anlage wurde 1902 (posthum) von William Copeland Borlase (1848–1899) beschriebenen. Die Steine, insbesondere der einzige Deckstein von etwa 2,8 m × 2,3 m, sind besonders groß. Erhalten ist im Wesentlichen die innere Struktur, bestehend aus sieben Tragsteinen und dem Deckstein. Der zweite Deckstein fehlt. Gut erkennbar ist die doppelte Keilform (Breite und Höhe) der Silhouette.